# Hlaváčkova Lhota
Hlaváčkova Lhota (Duits: Hlawatscheklhota) is een Tsjechische plaats in de gemeente Ješetice, regio Midden-Bohemen, en maakt deel uit van het district Benešov. Het dorp ligt op ongeveer 1 kilometer afstand van Ješetice, op 1 kilometer van Smilkov en op ongeveer 7 kilometer van Miličín.
Hlaváčkova Lhota telt 5 inwoners (2021).

## Geschiedenis
De eerste schriftelijke vermelding van het dorp dateert van 1543.
In 1960 werd Hlaváčkova Lhota, samen met Ješetice, ingedeeld bij het district Benešov.

## Verkeer en vervoer

### Autowegen
Er leidt een regionale weg naar het dorp.

### Spoorlijnen
Er is geen station in Hlaváčkova Lhota. Het dichtstbijzijnde station is in Ješetice, op zo'n drie kilometer afstand. Dat station ligt aan spoorlijn 220 Praag - Tábor - České Budějovice.

### Buslijnen
Er is geen bushalte in of bij het dorp. De dichtstbijzijnde bushaltes zijn in Ješetice en Smilkov:
| Halte              | Lijn | Traject             | Vervoerder   |
| ------------------ | ---- | ------------------- | ------------ |
| Ješetice, Ješetice | 569  | Střezimíř - Miličín | CŠAD Benešov |
| Smilkov, Smilkov   | 556  | Votice - Sedlčany   | CŠAD Benešov |

## Galerij

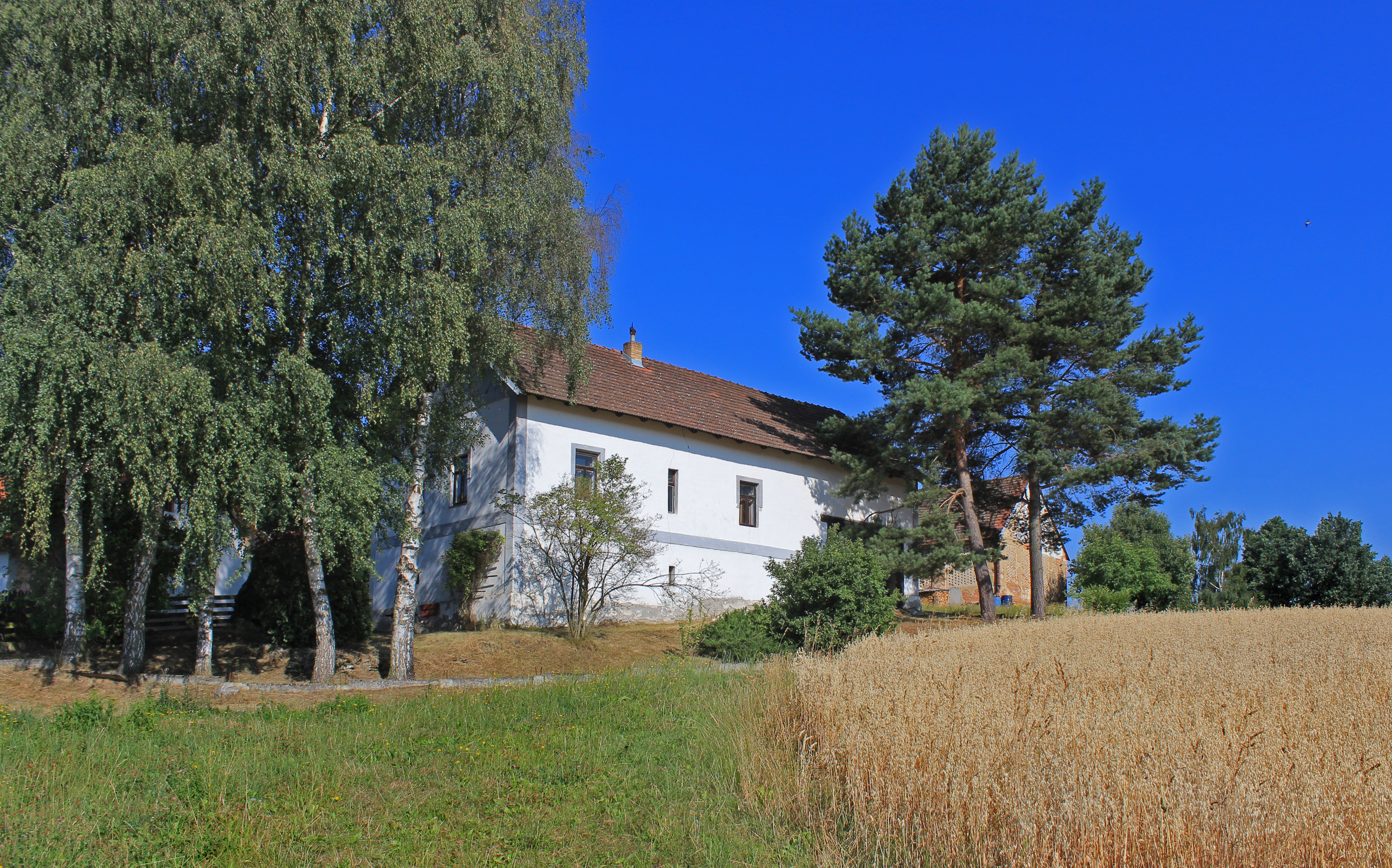
Huis in het dorp (2015)
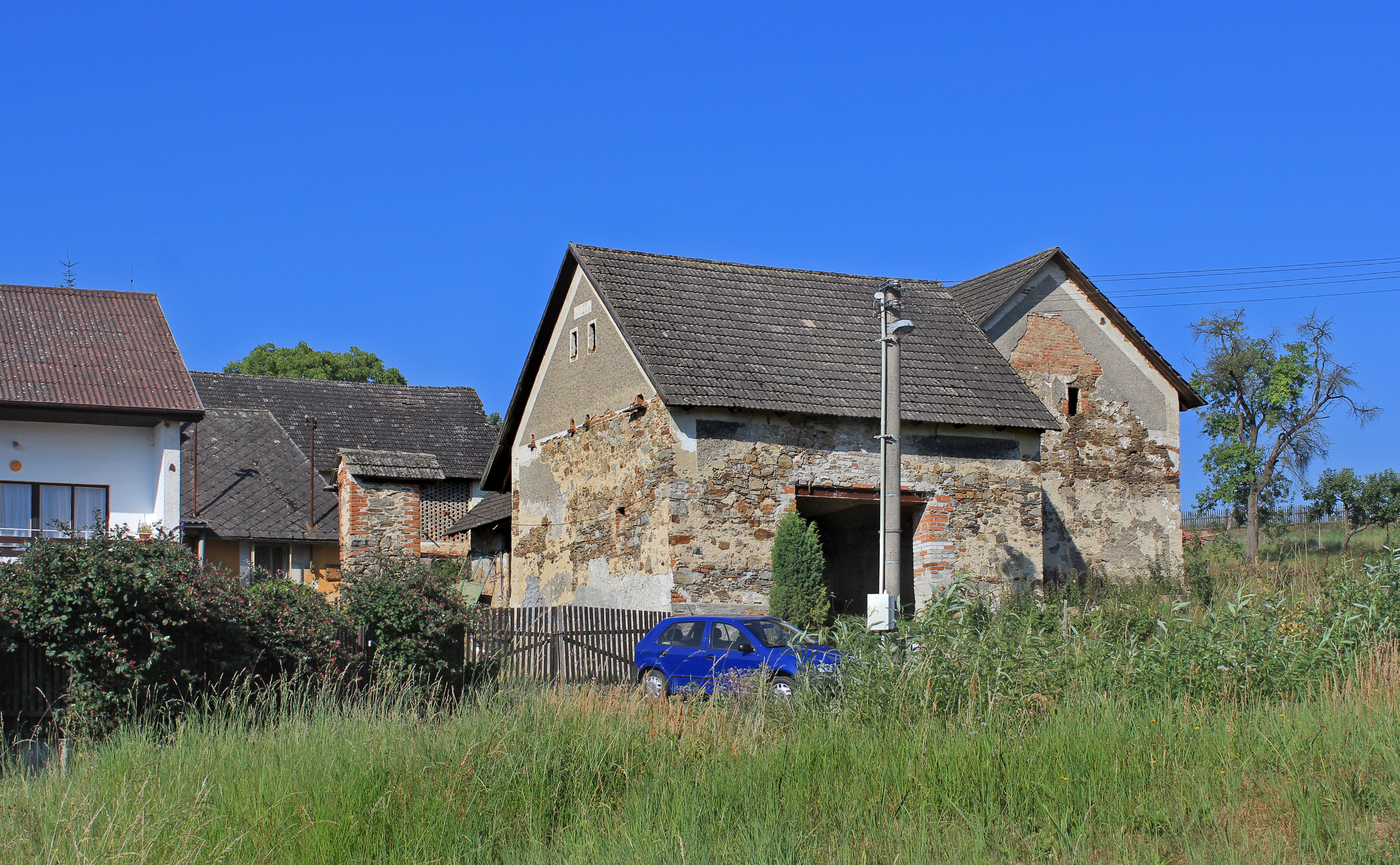
Ouder huis in het dorp (2015)